# Luísa Leonor de Hohenlohe-Langemburgo
Luísa Leonor em Hohenlohe-Langemburgo (em alemão: Louise Eleonore zu Hohenlohe-Langenburg; 11 de agosto de 1763 - 30 de abril de 1837) foi uma nobre alemã, duquesa e, entre 1803 e 1821, regente de Saxe-Meiningen.

## Casamento e descendência
No dia 27 de novembro de 1782, Luísa casou-se com o duque Jorge I de Saxe-Meiningen. Tiveram quatro filhos:
1. Adelaide (1792–1849), com quem Luísa tinha uma relação muito próxima - em 1818 casou-se com o futuro rei Guilherme IV do Reino Unido e foi necessário aumentar os impostos no ducado para conseguir pagar o seu enorme dote;
2. Ida (1794–1852), casa com o príncipe Bernardo de Saxe-Weimar-Eisenach;
3. Bernardo II de Saxe-Meiningen, (1800–1882), casado com a princesa Maria Frederica de Hesse-Cassel.

## Regência
Quando o seu marido morreu no dia 24 de dezembro de 1803, Luísa passou a ser regente do ducado  em nome do seu filho Bernardo de três anos. Governou com energia, coragem e bom senso durante as Guerras Napoleónicas que devastaram os estados saxónicos na década que se seguiu. O ducado foi forçado a juntar-se à Confederação do Reno durante este período, para a qual contribuiu com soldados. Depois o ducado sofreu com vagas de fome que Luísa tentou prevenir importando trigo. Apesar de os exércitos franceses e russos marcharem por todo o país, Luísa recusou-se a fugir, permanecendo no seu castelo com o filho e as duas filhas. Recorreu a todas as estratégias para preservar a autonomia da sua regência tendo assim, quando se juntou aos Aliados em 1813, tinha conseguido salvar o ducado para o seu filho. Bernardo tornou-se duque oito anos depois.
Devido aos ajustes que tinha feito na administração do ducado, conseguiu fazer com que este fosse melhor organizado e, em 1821, abriu uma escola secundária em Meiningen, um projecto que tinha já sido iniciado pelo seu marido. Os seus filhos foram educados cuidadosamente, realizando uma viagem à Itália com o seu tutor, Johann Heinrich Pestalozzi. Depois de o seu filho atingir a maioridade, Luísa passou a viajar muito pelo estrangeiro, principalmente a Inglaterra para visitar a sua filha Adelaide.

## Genealogia
| Luísa Leonor de Hohenlohe-Langemburgo | Pai: Cristiano Alberto, Príncipe de Hohenlohe-Langemburgo | Avô paterno: Luís, Príncipe de Hohenlohe-Langemburgo       | Bisavô paterno: Alberto Wolfgang, Conde de Hohenlohe-Langemburgo |
| Luísa Leonor de Hohenlohe-Langemburgo | Pai: Cristiano Alberto, Príncipe de Hohenlohe-Langemburgo | Avô paterno: Luís, Príncipe de Hohenlohe-Langemburgo       | Bisavó paterna: Sofia Amália de Nassau-Saarbrücken               |
| Luísa Leonor de Hohenlohe-Langemburgo | Pai: Cristiano Alberto, Príncipe de Hohenlohe-Langemburgo | Avó paterna: Leonor de Nassau-Saarbrücken                  | Bisavô paterno: Luís Crato, Conde de Nassau-Saarbrücken          |
| Luísa Leonor de Hohenlohe-Langemburgo | Pai: Cristiano Alberto, Príncipe de Hohenlohe-Langemburgo | Avó paterna: Leonor de Nassau-Saarbrücken                  | Bisavó paterna: Filipina Henriqueta de Hohenlohe-Langemburgo     |
| Luísa Leonor de Hohenlohe-Langemburgo | Mãe: Carolina de Stolberg-Gedern                          | Avô materno: Frederico Carlos, Príncipe de Stolberg-Gedern | Bisavô materno: Luís Cristiano, Conde de Stolberg-Gedern         |
| Luísa Leonor de Hohenlohe-Langemburgo | Mãe: Carolina de Stolberg-Gedern                          | Avô materno: Frederico Carlos, Príncipe de Stolberg-Gedern | Bisavó materna: Cristina de Mecklenburg-Güstrow                  |
| Luísa Leonor de Hohenlohe-Langemburgo | Mãe: Carolina de Stolberg-Gedern                          | Avó materna: Luísa de Nassau-Saarbrücken                   | Bisavô materno: Luís Crato, Conde de Nassau-Saarbrücken          |
| Luísa Leonor de Hohenlohe-Langemburgo | Mãe: Carolina de Stolberg-Gedern                          | Avó materna: Luísa de Nassau-Saarbrücken                   | Bisavó materna: Filipina Henriqueta de Hohenlohe-Langemburgo     |